# 刺金鬚茅
刺金鬚茅（学名：Chrysopogon echinulatus）为禾本科金鬚茅属下的一个种。

## 扩展阅读
- 維基物種上的相關：刺金须茅